# Kevin Annett
Kevin Annett (Edmonton, 1956) è uno scrittore, antropologo e sacerdote canadese.
È stato sacerdote della Chiesa Unita del Canada (United Church of Canada) ed ha pubblicato due libri sugli aborigeni Canadesi: Love and Death in the Valley e Hidden from History: The Canadian Holocaust. Maggiormente noto perché Louie Lawless ha vinto il premio come miglior regista per un documentario al New York International Independent Film and Video Festival per il film Unrepentant, Kevin Annett and Canada's Genocide.

## Educazione e ministero
Laureato in Antropologia e con un Master in Scienze Politiche all'Università della Columbia Britannica negli anni ottanta continua gli studi e, nel 1990, ottiene la laurea in Teologia presso la School of Theology di Vancouver.
Ordinato sacerdote dalla Conferenza della Columbia Britannica della Chiesa Unita del Canada, inizia a svolgere il suo ministero a Manitoba dove resta negli anni 1990 e 1991.
Nel 1991-1992 serve la Missione Fred Victor di Toronto.
Dal 1992 è al servizio della Chiesa Unita di St. Andrei a Port Alberni nello Stato della Columbia Britannica.
Dal 1997, a causa di denunce legali legate ad atteggiamenti omofobi, non è più ministro della Chiesa Unita del Canada.

## Pubblicazioni
Annett ha scritto due libri sugli abusi e le stragi dei nativi canadesi nelle scuole residenziali cristiane.
Il primo, Hidden from History: The Canadian Holocaust, è stato pubblicato in due edizioni, nel 2001 e nel 2005. Il secondo, Love and Death in the Valley, è stato pubblicato nel 2002.

## Critiche e controversie
Nel novembre del 2012 Dennis Banks, cofondatore e portavoce dell'American Indian Movement, ha diffuso un comunicato stampa nel quale diffida ufficialmente Annett dal continuare a parlare e a operare a nome dei nativi americani. Più in particolare Banks accusa Annett di star perpetrando una «frode internazionale finanziaria, intellettuale, accademica, culturale, di identità su larga scala», nello specifico contro i popoli indigeni di Turtle Island, attraverso iniziative fasulle e finti procedimenti di giustizia senza appoggi legittimi di sorta .
Da anni Annett si è reso protagonista di iniziative pseudoscientifiche ed apertamente complottistiche, arrivando alla creazione di finti tribunali e propugnando teorie infondate quali l'One People's Public Trust.

## Opere
- 2001 - Hidden from History: The Canadian Holocaust, Truth Commission into Genocide in Canada. ISBN non esistente
- 2002 - Love and Death in the Valley, AuthorHouse. ISBN 1-4033-4820-0

## Filmografia
- 2006 - Unrepentant: Kevin Annett and Canada's Genocide per la regia di Louie Lawless.